# Olympische Sommerspiele 2004/Teilnehmer (Bulgarien)
| Gelbes Symbol für Goldmedaillen mit stilisierten Olympischen Ringen | Graues Symbol für Silbermedaillen mit stilisierten Olympischen Ringen | Braundes Symbol für Bronzemedaillen mit stilisierten Olympischen Ringen |
| ------------------------------------------------------------------- | --------------------------------------------------------------------- | ----------------------------------------------------------------------- |
| 2                                                                   | 1                                                                     | 9                                                                       |

Bulgarien nahm an den Olympischen Sommerspielen 2004 in der griechischen Hauptstadt Athen mit 95 Athleten, 46 Frauen und 49 Männern, teil.
Seit 1896 war es die 17. Teilnahme Bulgariens bei Olympischen Sommerspielen.

## Flaggenträger
Die Sportschützin Marija Grosdewa trug die Flagge Bulgariens während der Eröffnungsfeier im Olympiastadion.

## Medaillengewinner
Mit zwei gewonnenen Gold-, einer Silber- und neun Bronzemedaillen belegte das bulgarische Team Platz 33 im Medaillenspiegel.

### Gold
| Name            | Sportart     | Wettkampf           |
| --------------- | ------------ | ------------------- |
| Milen Dobrew    | Gewichtheben | Mittelschwergewicht |
| Marija Grosdewa | Schießen     | Sportpistole 25 m   |

### Silber
| Name             | Sportart | Wettkampf |
| ---------------- | -------- | --------- |
| Jordan Jowtschew | Turnen   | Ringe     |

### Bronze
| Name/n | Sportart                   | Wettkampf                       |
| --- | -------------------------- | ------------------------------- |
| Boris Georgiew                                                                                                 | Boxen                      | Halbweltergewicht               |
| Welitschko Tscholakow                                                                                          | Gewichtheben               | Superschwergewicht              |
| Georgi Georgiew                                                                                                | Judo                       | Halbleichtgewicht               |
| Schaneta Iliewa Eleonora Keschowa Sorniza Marinowa Kristina Ranguelowa Galina Tantschewa Wladislawa Tantschewa | Rhythmische Sportgymnastik | Gruppenmehrkampf Finale         |
| Armen Nasarjan                                                                                                 | Ringen                     | Griechisch-römisch Federgewicht |
| Rumjana Nejkowa                                                                                                | Rudern                     | Frauen Einer                    |
| Iwo Janakiew                                                                                                   | Rudern                     | Männer Einer                    |
| Marija Grosdewa                                                                                                | Schießen                   | Luftpistole 10 m                |

## Teilnehmer nach Sportarten

### Badminton
| Frauen                         |        |                          |                         |                    |                        |                    |                    |                    |                    |                    |                    |    |
| Petja Nedeltschewa             | Einzel | Tine Baun                | 2:1 (8:11, 11:7, 13-11) | Seo Yoon-hee       | 2:1 (7:11, 11:5, 11:8) | Zhou Mi            | 0:2 (4:11, 1:11)   | nicht qualifiziert | nicht qualifiziert | nicht qualifiziert | nicht qualifiziert | 5  |
| Neli Botewa Petja Nedeltschewa | Doppel | Ella Tripp Joanne Wright | 0:2 (15:17, 14:17)      | nicht qualifiziert | nicht qualifiziert     | nicht qualifiziert | nicht qualifiziert | nicht qualifiziert | nicht qualifiziert | nicht qualifiziert | nicht qualifiziert | 17 |

### Beachvolleyball
| Athleten                                  | Gruppenphase                                             | Gruppenphase                                                    | Gruppenphase | Gruppenphase | Achtelfinale       | Achtelfinale              | Viertelfinale      | Viertelfinale      | Halbfinale         | Halbfinale         | Finale             | Finale             | Rang |
| Athleten                                  | Gegner                                                   | Ergebnis                                                        | Punkte       | Rang         | Gegner             | Ergebnis                  | Gegner             | Ergebnis           | Gegner             | Ergebnis           | Gegner             | Ergebnis           | Rang |
| ----------------------------------------- | -------------------------------------------------------- | --------------------------------------------------------------- | ------------ | ------------ | ------------------ | ------------------------- | ------------------ | ------------------ | ------------------ | ------------------ | ------------------ | ------------------ | ---- |
| Frauen                                    |                                                          |                                                                 |              |              |                    |                           |                    |                    |                    |                    |                    |                    |      |
| Petja Jantschulowa Zwetelina Jantschulowa | N. Cook / N. Sanderson S. Pohl / O. Rau Wang L. / You W. | 0:2 (16:21, 12:21) 2:1 (18:21, 21:19, 15:13) 2:0 (21:19, 21:17) | 5            | 3            | S. Bede / A. Behar | 1:2 (21:18, 16:21, 11:15) | nicht qualifiziert | nicht qualifiziert | nicht qualifiziert | nicht qualifiziert | nicht qualifiziert | nicht qualifiziert | 9    |

### Bogenschießen
| Athleten       | Wettbewerb | Qualifikation | Qualifikation | 1. Runde   | 1. Runde | 2. Runde      | 2. Runde | Achtelfinale       | Achtelfinale       | Viertelfinale      | Viertelfinale      | Halbfinale         | Halbfinale         | Finale             | Finale             | Rang |
| Athleten       | Wettbewerb | Ringe         | Rang          | Gegner     | Ergebnis | Gegner        | Ergebnis | Gegner             | Ergebnis           | Gegner             | Ergebnis           | Gegner             | Ergebnis           | Gegner             | Ergebnis           | Rang |
| -------------- | ---------- | ------------- | ------------- | ---------- | -------- | ------------- | -------- | ------------------ | ------------------ | ------------------ | ------------------ | ------------------ | ------------------ | ------------------ | ------------------ | ---- |
| Männer         |            |               |               |            |          |               |          |                    |                    |                    |                    |                    |                    |                    |                    |      |
| Jawor Christow | Einzel     | 641           | 42            | Jacek Proć | 133:132  | Chen Szu-yuan | 159:170  | nicht qualifiziert | nicht qualifiziert | nicht qualifiziert | nicht qualifiziert | nicht qualifiziert | nicht qualifiziert | nicht qualifiziert | nicht qualifiziert | 28   |

### Boxen
| Athleten            | Wettbewerb                    | 1. Runde             | 1. Runde | Achtelfinale       | Achtelfinale       | Viertelfinale       | Viertelfinale      | Halbfinale         | Halbfinale         | Finale             | Finale             | Rang   |
| Athleten            | Wettbewerb                    | Gegner               | Ergebnis | Gegner             | Ergebnis           | Gegner              | Ergebnis           | Gegner             | Ergebnis           | Gegner             | Ergebnis           | Rang   |
| ------------------- | ----------------------------- | -------------------- | -------- | ------------------ | ------------------ | ------------------- | ------------------ | ------------------ | ------------------ | ------------------ | ------------------ | ------ |
| Salim Salimow       | Halbfliegengewicht bis 49 kg  | Suban Pannon         | 14:26    | nicht qualifiziert | nicht qualifiziert | nicht qualifiziert  | nicht qualifiziert | nicht qualifiziert | nicht qualifiziert | nicht qualifiziert | nicht qualifiziert | 17     |
| Detelin Dalakliew   | Bantamgewicht bis 56 kg       | Abel Aferalign       | K. o.    | Ağası Məmmədov     | 16:35              | nicht qualifiziert  | nicht qualifiziert | nicht qualifiziert | nicht qualifiziert | nicht qualifiziert | nicht qualifiziert | 9      |
| Dimitar Schtiljanow | Leichtgewicht bis 60 kg       | Selçuk Aydın         | 20:11    | Amir Khan          | 21:37              | nicht qualifiziert  | nicht qualifiziert | nicht qualifiziert | nicht qualifiziert | nicht qualifiziert | nicht qualifiziert | 9      |
| Boris Georgiew      | Halbweltergewicht bis 64 kg   | Nasserredine Fillali | K. o.    | Rock Allen         | 30:10              | Nurzhan Karimzhanov | 20:18              | Yudel Johnson      | 9:13               | nicht qualifiziert | nicht qualifiziert | Bronze |
| Sergej Roschnow     | Superschwergewicht über 91 kg | -                    | -        | Alexander Powetkin | K. o.              | nicht qualifiziert  | nicht qualifiziert | nicht qualifiziert | nicht qualifiziert | nicht qualifiziert | nicht qualifiziert | 9      |

### Gewichtheben
| Athleten              | Wettbewerb         | Reißen   | Reißen | Stoßen   | Stoßen        | Zweikampf     | Zweikampf     | Rang   |
| Athleten              | Wettbewerb         | Gewicht  | Rang   | Gewicht  | Rang          | Gewicht       |               | Rang   |
| --------------------- | ------------------ | -------- | ------ | -------- | ------------- | ------------- | ------------- | ------ |
| Frauen                |                    |          |        |          |               |               |               |        |
| Isabela Dragnewa      | Klasse bis 48 kg   | 82,5 kg  | 4      | 105 kg   | 6             | 187,5 kg      | 5             | 5      |
| Slatina Atanassowa    | Klasse bis 58 kg   | 90 kg    | 11     | 115 kg   | 12            | 205 kg        | 12            | 12     |
| Slawejka Ruschinska   | Klasse bis 69 kg   | 115 kg   | 4      | 135 kg   | 4             | 250 kg        | 4             | 4      |
| Milena Trendafilowa   | Klasse bis 69 kg   | 105 kg   | 6      | 132,5 kg | 6             | 237,5 kg      | 6             | 6      |
| Männer                |                    |          |        |          |               |               |               |        |
| Sewdalin Mintschew    | Klasse bis 62 kg   | 137,5 kg | 4      | 170 kg   | nicht beendet | nicht beendet | nicht beendet | -      |
| Iwan Stoizow          | Klasse bis 77 kg   | 155 kg   | 11     | 200 kg   | 2             | 355           | 8             | 8      |
| Milen Dobrew          | Klasse bis 94 kg   | 187,5 kg | 1      | 220 kg   | 1             | 407,5         | 1             | Gold   |
| Nikola Kolew          | Klasse bis 94 kg   | 177,5 kg | 6      | 217,5 kg | nicht beendet | nicht beendet | nicht beendet | -      |
| Welitschko Tscholakow | Klasse über 105 kg | 207,5 kg | 2      | 240 kg   | 4             | 447,5         | 3             | Bronze |

### Judo
| Athleten           | Wettbewerb        | 1. Runde Round of 32     | 1. Runde Round of 32 | Achtelfinale Round of 16 | Achtelfinale Round of 16 | Viertelfinale Viertelfinale | Viertelfinale Viertelfinale | Halbfinale Halbfinale | Halbfinale Halbfinale | Hoffnungsrunde Achtelfinale Repechage 1 | Hoffnungsrunde Achtelfinale Repechage 1 | Hoffnungsrunde Viertelfinale Repechage 2 | Hoffnungsrunde Viertelfinale Repechage 2 | Hoffnungsrunde Halbfinale Repechage 3 | Hoffnungsrunde Halbfinale Repechage 3 | Hoffnungsrunde Finale Bronze Medal | Hoffnungsrunde Finale Bronze Medal | Finale             | Finale             | Rang   |
| Athleten           | Wettbewerb        | Gegner                   | Ergebnis             | Gegner                   | Ergebnis                 | Gegner                      | Ergebnis                    | Gegner                | Ergebnis              | Gegner                                  | Ergebnis                                | Gegner                                   | Ergebnis                                 | Gegner                                | Ergebnis                              | Gegner                             | Ergebnis                           | Gegner             | Ergebnis           | Rang   |
| ------------------ | ----------------- | ------------------------ | -------------------- | ------------------------ | ------------------------ | --------------------------- | --------------------------- | --------------------- | --------------------- | --------------------------------------- | --------------------------------------- | ---------------------------------------- | ---------------------------------------- | ------------------------------------- | ------------------------------------- | ---------------------------------- | ---------------------------------- | ------------------ | ------------------ | ------ |
| Frauen             |                   |                          |                      |                          |                          |                             |                             |                       |                       |                                         |                                         |                                          |                                          |                                       |                                       |                                    |                                    |                    |                    |        |
| Zwetana Boschilowa | Klasse über 78 kg | Vanessa Martina Zambotti | 0000–1010            | nicht qualifiziert       | nicht qualifiziert       | nicht qualifiziert          | nicht qualifiziert          | nicht qualifiziert    | nicht qualifiziert    | nicht qualifiziert                      | nicht qualifiziert                      | nicht qualifiziert                       | nicht qualifiziert                       | nicht qualifiziert                    | nicht qualifiziert                    | nicht qualifiziert                 | nicht qualifiziert                 | nicht qualifiziert | nicht qualifiziert | -      |
| Männer             |                   |                          |                      |                          |                          |                             |                             |                       |                       |                                         |                                         |                                          |                                          |                                       |                                       |                                    |                                    |                    |                    |        |
| Georgi Georgiew    | Klasse bis 66 kg  | Dawit Margoschwili       | 1010-0012            | Bektaş Demirel           | 1020-0001                | Muratbek Kipshakbayev       | 0100-0001                   | Masato Uchishiba      | 0000-1000             | -                                       | -                                       | -                                        | -                                        | -                                     | -                                     | Óscar Peñas                        | 0001-0000                          | nicht qualifiziert | nicht qualifiziert | Bronze |

### Kanu

#### Kanurennsport
| Athleten                                                 | Wettbewerb | Vorlauf      | Vorlauf | Halbfinale   | Halbfinale | Finale             | Finale             | Rang |
| Athleten                                                 | Wettbewerb | Zeit         | Rang    | Zeit         | Rang       | Zeit               | Rang               | Rang |
| -------------------------------------------------------- | ---------- | ------------ | ------- | ------------ | ---------- | ------------------ | ------------------ | ---- |
| Frauen                                                   |            |              |         |              |            |                    |                    |      |
| Deljana Datschewa Bonka Pindschewa                       | K-2 500 m  | 1:44,268 min | 5       | 1:44,246 min | 1          | 1:42,553 min       | 6                  | 6    |
| Männer                                                   |            |              |         |              |            |                    |                    |      |
| Stanimir Atanassow                                       | C-1 500 m  | 1:52,917 min | 5       | 1:50,631 min | 2          | 1:49,759 min       | 8                  | 8    |
| Stanimir Atanassow                                       | C-1 1000 m | 3:55,590 min | 2       | 4:05,664 min | 6          | nicht qualifiziert | nicht qualifiziert | -    |
| Petar Merkow                                             | K-1 500 m  | 1:38,725 min | 3       | 1:42,207 min | 6          | nicht qualifiziert | nicht qualifiziert | -    |
| Iwan Christow Jordan Jordanow                            | K-2 500 m  | 1:33,222 min | 4       | 1:33,182 min | 5          | nicht qualifiziert | nicht qualifiziert | -    |
| Iwan Christow Milko Kasanow Petar Merkow Jordan Jordanow | K-4 1000 m | 2:54,252 min | 2       | -            | -          | 2:59,622 min       | 4                  | 4    |

### Leichtathletik

#### Laufen und Gehen
| Athleten           | Wettbewerb  | Runde 1     | Runde 1 | Viertelfinale      | Viertelfinale      | Halbfinale         | Halbfinale         | Finale             | Finale             | Rang |
| Athleten           | Wettbewerb  | Zeit        | Rang    | Zeit               | Rang               | Zeit               | Rang               | Zeit               | Rang               | Rang |
| ------------------ | ----------- | ----------- | ------- | ------------------ | ------------------ | ------------------ | ------------------ | ------------------ | ------------------ | ---- |
| Frauen             |             |             |         |                    |                    |                    |                    |                    |                    |      |
| Iwet Lalowa        | 100 m       | 11,16 s     | 1       | 11,09 s            | 2                  | 11,04 s            | 3                  | 11,00 s            | 4                  | 4    |
| Iwet Lalowa        | 200 m       | 22,88 s     | 1       | 22,81 s            | 2                  | 22,56 s            | 3                  | 22,57 s            | 5                  | 5    |
| Monika Gatschewska | 200 m       | 23,71 s     | 6       | nicht qualifiziert | nicht qualifiziert | nicht qualifiziert | nicht qualifiziert | nicht qualifiziert | nicht qualifiziert | -    |
| Mariana Dimitrowa  | 400 m       | 51,29 s     | 2       | -                  | -                  | 51,20 s            | 4                  | nicht qualifiziert | nicht qualifiziert | -    |
| Daniela Jordanowa  | 1500 m      | 4:05,87 min | 3       | -                  | -                  | 4:04,94 min        | 5                  | 3:59,10 min        | 5                  | 5    |
| Newena Minewa      | 20 km Gehen | 4:05,87 min | 3       | -                  | -                  | 4:04,94 min        | 5                  | 3:59,10 min        | 5                  | 5    |

#### Springen und Werfen
| Athleten            | Wettbewerb     | Qualifikation             | Qualifikation | Finale             | Finale             | Rang |
| Athleten            | Wettbewerb     | Weite/Höhe                | Rang          | Weite/Höhe         | Rang               | Rang |
| ------------------- | -------------- | ------------------------- | ------------- | ------------------ | ------------------ | ---- |
| Frauen              |                |                           |               |                    |                    |      |
| Marija Dimitrowa    | Dreisprung     | 14,16 m                   | 19            | nicht qualifiziert | nicht qualifiziert | 19   |
| Wenelina Wenewa     | Hochsprung     | 1,92 m                    | 15            | nicht qualifiziert | nicht qualifiziert | 15   |
| Tanja Stefanowa     | Stabhochsprung | 4,15 m                    | 24            | nicht qualifiziert | nicht qualifiziert | 24   |
| Antonija Jordanowa  | Weitsprung     | 6,45 m                    | 21            | nicht qualifiziert | nicht qualifiziert | 21   |
| Zwetanka Christowa  | Diskuswurf     | 43,25 m                   | 40            | nicht qualifiziert | nicht qualifiziert | 40   |
| Zwetanka Christowa  | Speerwurf      | 55,13 m                   | 32            | nicht qualifiziert | nicht qualifiziert | 32   |
| Anelija Kumanowa    | Kugelstoßen    | 15,91 m                   | 30            | nicht qualifiziert | nicht qualifiziert | 30   |
| Männer              |                |                           |               |                    |                    |      |
| Momtschil Karailiew | Dreisprung     | 16,45 m                   | 22            | nicht qualifiziert | nicht qualifiziert | 22   |
| Iwajlo Russenow     | Dreisprung     | 16,39 m                   | 24            | nicht qualifiziert | nicht qualifiziert | 24   |
| Spas Buchalow       | Stabhochsprung | 5,50 m                    | 13            | nicht qualifiziert | nicht qualifiziert | 27   |
| Ilijan Efremow      | Stabhochsprung | Kein erfolgreicher Sprung | -             | nicht qualifiziert | nicht qualifiziert | -    |
| Nikolaj Atanassow   | Weitsprung     | 7,90 m                    | 17            | nicht qualifiziert | nicht qualifiziert | 17   |
| Petar Datschew      | Weitsprung     | 8,05 m                    | 13            | nicht qualifiziert | nicht qualifiziert | 13   |
| Galin Kostadinow    | Kugelstoßen    | 17,75 m                   | 37            | nicht qualifiziert | nicht qualifiziert | 37   |

### Radsport

#### Bahn
| Frauen            |        |          |    |             |   |                                   |   |                    |                    |                    |                    |                                                                   |   |    |
| Ewgenija Radanowa | Sprint | 12,457 s | 12 | Anna Meares | 2 | Swetlana Grankowskaja Jennie Reed | 3 | nicht qualifiziert | nicht qualifiziert | nicht qualifiziert | nicht qualifiziert | Rennen um Platz 9 Victoria Pendleton Jennie Reed Yvonne Hijgenaar | 4 | 12 |

##### Zeitfahren
| Athleten              | Wettbewerb        | Zeit         | Rang |
| --------------------- | ----------------- | ------------ | ---- |
| Männer                |                   |              |      |
| Radoslaw Konstantinow | 1000 m Zeitfahren | 1:06,265 min | 17   |

#### Straße
| Athleten           | Wettbewerb    | Zeit                 | Rang                 |
| ------------------ | ------------- | -------------------- | -------------------- |
| Männer             |               |                      |                      |
| Dimitar Gospodinow | Straßenrennen | Rennen nicht beendet | Rennen nicht beendet |

### Reiten

#### Springen
| Athleten                      | Wettbewerb | Qualifikation | Qualifikation | Qualifikation | Qualifikation | Qualifikation | Qualifikation | Qualifikation | Qualifikation | Finale      | Finale  | Finale             | Finale             | Finale      | Finale | Rang |
| Athleten                      | Wettbewerb | Runde 1       | Runde 1       | Runde 2       | Runde 2       | Runde 3       | Runde 3       | Gesamt        | Gesamt        | Runde A     | Runde A | Runde B            | Runde B            | Gesamt      | Gesamt | Rang |
| Athleten                      | Wettbewerb | Strafpunkte   | Rang          | Strafpunkte   | Rang          | Strafpunkte   | Rang          | Strafpunkte   | Rang          | Strafpunkte | Rang    | Strafpunkte        | Rang               | Strafpunkte | Rang   | Rang |
| ----------------------------- | ---------- | ------------- | ------------- | ------------- | ------------- | ------------- | ------------- | ------------- | ------------- | ----------- | ------- | ------------------ | ------------------ | ----------- | ------ | ---- |
| Rossen Rajtschew mit Medoc II | Einzel     | 5             | 31            | 12            | 42            | 8             | 22            | 25            | 38            | 21          | 41      | nicht qualifiziert | nicht qualifiziert | 21          | 41     | 41   |

### Ringen

#### Freistil
| Athleten              | Wettbewerb        | Qualifikationsgruppe | Qualifikationsgruppe | Qualifikationsgruppe | Qualifikationsgruppe | Qualifikationsgruppe      | Qualifikationsgruppe | Qualifikationsgruppe | Viertelfinale      | Viertelfinale      | Halbfinale         | Halbfinale         | Finale             | Finale             | Rang |
| Athleten              | Wettbewerb        | Gegner               | Ergebnis             | Gegner               | Ergebnis             | Gegner                    | Ergebnis             | Rang                 | Gegner             | Ergebnis           | Gegner             | Ergebnis           | Gegner             | Ergebnis           | Rang |
| --------------------- | ----------------- | -------------------- | -------------------- | -------------------- | -------------------- | ------------------------- | -------------------- | -------------------- | ------------------ | ------------------ | ------------------ | ------------------ | ------------------ | ------------------ | ---- |
| Frauen                |                   |                      |                      |                      |                      |                           |                      |                      |                    |                    |                    |                    |                    |                    |      |
| Stanka Slatewa        | Klasse bis 72 kg  | Kyōko Hamaguchi      | 0:4                  | Toccara Montgomery   | 0:5                  | -                         | -                    | 3                    | nicht qualifiziert | nicht qualifiziert | nicht qualifiziert | nicht qualifiziert | nicht qualifiziert | nicht qualifiziert | 12   |
| Männer                |                   |                      |                      |                      |                      |                           |                      |                      |                    |                    |                    |                    |                    |                    |      |
| Radoslaw Welikow      | Klasse bis 55 kg  | Shaun Williams       | 4:1                  | Li Zhengyu           | 1:3                  | -                         | -                    | 2                    | nicht qualifiziert | nicht qualifiziert | nicht qualifiziert | nicht qualifiziert | nicht qualifiziert | nicht qualifiziert | 9    |
| Iwan Djorew           | Klasse bis 60 kg  | Yandro Quintana      | 0:3                  | Sushil Kumar         | 0:3                  | -                         | -                    | 3                    | nicht qualifiziert | nicht qualifiziert | nicht qualifiziert | nicht qualifiziert | nicht qualifiziert | nicht qualifiziert | 18   |
| Serafim Barzakow      | Klasse bis 66 kg  | Evan MacDonald       | 4:0                  | Leonid Spiridonow    | 1:3                  | -                         | -                    | 2                    | nicht qualifiziert | nicht qualifiziert | nicht qualifiziert | nicht qualifiziert | nicht qualifiziert | nicht qualifiziert | 8    |
| Nikolai Paslar        | Klasse bis 74 kg  | Krystian Brzozowski  | 1:3                  | Sihamir Osmanov      | 3:1                  | -                         | -                    | 2                    | nicht qualifiziert | nicht qualifiziert | nicht qualifiziert | nicht qualifiziert | nicht qualifiziert | nicht qualifiziert | 11   |
| Miroslaw Gotschew     | Klasse bis 84 kg  | Magomed Ibragimow    | 3:1                  | Moon Eui-jae         | 1:3                  | -                         | -                    | 2                    | nicht qualifiziert | nicht qualifiziert | nicht qualifiziert | nicht qualifiziert | nicht qualifiziert | nicht qualifiziert | 12   |
| Krassimir Kotschew    | Klasse bis 96 kg  | Aleksei Krupnjakow   | 1:3                  | Magomed Ibragimov    | 0:3                  | -                         | -                    | 3                    | nicht qualifiziert | nicht qualifiziert | nicht qualifiziert | nicht qualifiziert | nicht qualifiziert | nicht qualifiziert | 17   |
| Boschidar Bojadschiew | Klasse bis 120 kg | Alireza Rezaei       | 0:3                  | Barys Hrynkewitsch   | 3:1                  | Gelegschamtsyn Ösöchbajar | 5:0                  | 2                    | nicht qualifiziert | nicht qualifiziert | nicht qualifiziert | nicht qualifiziert | nicht qualifiziert | nicht qualifiziert | 8    |

#### Griechisch-römischer Stil
| Männer             |                   |                    |     |                       |     |                     |     |   |                    |                    |                    |                    |                    |                    |        |
| Armen Nasarjan     | Klasse bis 60 kg  | Ashraf El-Gharably | 3:1 | Oleksandr Chwoschtsch | 3:1 | -                   | -   | 1 | Makoto Sasamoto    | 3:1                | Jung Ji-hyun       | 1:3                | Alexei Schewzow    | 3:1                | Bronze |
| Nikolai Gergow     | Klasse bis 66 kg  | Levente Füredy     | 3:1 | Kim In-sub            | 0:3 | -                   | -   | 2 | nicht qualifiziert | nicht qualifiziert | nicht qualifiziert | nicht qualifiziert | nicht qualifiziert | nicht qualifiziert | 14     |
| Wladislaw Metodiew | Klasse bis 84 kg  | Tarvi Thomberg     | 3:0 | Hamza Yerlikaya       | 1:3 | Oleksandr Daragan   | 0:5 | 3 | nicht qualifiziert | nicht qualifiziert | nicht qualifiziert | nicht qualifiziert | nicht qualifiziert | nicht qualifiziert | 12     |
| Kalojan Dintschew  | Klasse bis 96 kg  | John Tarkong       | 4:0 | Gennadi Tschchaidse   | 1:3 | -                   | -   | 2 | nicht qualifiziert | nicht qualifiziert | nicht qualifiziert | nicht qualifiziert | nicht qualifiziert | nicht qualifiziert | 8      |
| Sergei Mureiko     | Klasse bis 120 kg | Marek Mikulski     | 3:0 | Rulon Gardner         | 1:3 | Mindaugas Mizgaitis | 3:1 | 2 | nicht qualifiziert | nicht qualifiziert | nicht qualifiziert | nicht qualifiziert | nicht qualifiziert | nicht qualifiziert | 8      |

### Rudern
| Athleten                                  | Wettbewerb                  | Vorlauf     | Vorlauf | Vorlauf        | Hoffnungslauf | Hoffnungslauf | Hoffnungslauf  | Halbfinale  | Halbfinale | Halbfinale    | Finale       | Finale | Rang   |
| Athleten                                  | Wettbewerb                  | Zeit        | Rang    | Qualifikation  | Zeit          | Rang          | Qualifikation  | Zeit        | Rang       | Qualifikation | Zeit         | Rang   | Rang   |
| ----------------------------------------- | --------------------------- | ----------- | ------- | -------------- | ------------- | ------------- | -------------- | ----------- | ---------- | ------------- | ------------ | ------ | ------ |
| Frauen                                    |                             |             |         |                |               |               |                |             |            |               |              |        |        |
| Rumjana Nejkowa                           | Einer                       | 7:35,66 min | 2       | Halbfinale B/C | Freilos       | Freilos       | Freilos        | 7:32,03 min | 2          | Finale A      | 7:32,10 min  | 3      | Bronze |
| Anet-Jacqueline Buschmann Miglena Markowa | Doppelzweier                | 7:35,46 min | 2       | Hoffnungsrunde | 6:52,78 min   | 3             | Finale B       | -           | -          | -             | 7:11,89 min  | 8      | 8      |
| Anna Tschuk Milka Tantschewa              | Leichtgewichts-Doppelzweier | 7:52,45 min | 2       | Hoffnungsrunde | 6:52,78 min   | 1             | Finale A       | -           | -          | -             | 7:13,997 min | 4      | 4      |
| Männer                                    |                             |             |         |                |               |               |                |             |            |               |              |        |        |
| Iwo Janakiew                              | Einer                       | 7:28,97 min | 2       | Hoffnungsrunde | 6:52,51 min   | 1             | Halbfinale B/C | 6:53,43 min | 2          | Finale A      | 6:52,80 min  | 3      | Bronze |

### Schießen
| Athleten        | Wettbewerb               | Qualifikation   | Qualifikation | Finale             | Finale             | Ringe/ Scheiben | Rang   |
| Athleten        | Wettbewerb               | Ringe/ Scheiben | Rang          | Ringe/ Scheiben    | Rang               | Ringe/ Scheiben | Rang   |
| --------------- | ------------------------ | --------------- | ------------- | ------------------ | ------------------ | --------------- | ------ |
| Frauen          |                          |                 |               |                    |                    |                 |        |
| Marija Grosdewa | Luftpistole 10 Meter     | 386             | 2             | 96,3               | 3                  | 482,3           | Bronze |
| Marija Grosdewa | Sportpistole 25 m        | 585             | 3             | 103,2              | 1                  | 688,2           | Gold   |
| Frauen          |                          |                 |               |                    |                    |                 |        |
| Tanju Kirjakow  | Luftpistole 10 Meter     | 583             | 4             | 100,4              | 4                  | 683,4           | 4      |
| Tanju Kirjakow  | Freie Pistole 50 m       | 562             | 6             | 92,3               | 7                  | 654,3           | 7      |
| Emil Milew      | Schnellfeuerpistole 25 m | 582             | 9             | nicht qualifiziert | nicht qualifiziert | 582             | 9      |

### Schwimmen
| Athleten            | Wettbewerb          | Vorlauf      | Vorlauf | Halbfinale         | Halbfinale         | Finale             | Finale             | Rang |
| Athleten            | Wettbewerb          | Zeit         | Rang    | Zeit               | Rang               | Zeit               | Rang               | Rang |
| ------------------- | ------------------- | ------------ | ------- | ------------------ | ------------------ | ------------------ | ------------------ | ---- |
| Frauen              |                     |              |         |                    |                    |                    |                    |      |
| Iwanka Moraliewa    | 400 m Freistil      | 4:25,92 min  | 36      | -                  | -                  | nicht qualifiziert | nicht qualifiziert | 36   |
| Iwanka Moraliewa    | 800 m Freistil      | 9:03,13 min  | 26      | -                  | -                  | nicht qualifiziert | nicht qualifiziert | 26   |
| Ana Dangalakowa     | 400 m Lagen         | 5:01,00 min  | 23      | -                  | -                  | nicht qualifiziert | nicht qualifiziert | 23   |
| Männer              |                     |              |         |                    |                    |                    |                    |      |
| Rajtschin Antonow   | 50 m Freistil       | 23,67 s      | 52      | nicht qualifiziert | nicht qualifiziert | nicht qualifiziert | nicht qualifiziert | 52   |
| Rajtschin Antonow   | 100 m Freistil      | 52,33 s      | 52      | nicht qualifiziert | nicht qualifiziert | nicht qualifiziert | nicht qualifiziert | 52   |
| Georgi Palasow      | 100 m Schmetterling | 54,91 s      | 40      | nicht qualifiziert | nicht qualifiziert | nicht qualifiziert | nicht qualifiziert | 40   |
| Georgi Palasow      | 200 m Schmetterling | 2:02,15 min  | 26      | nicht qualifiziert | nicht qualifiziert | nicht qualifiziert | nicht qualifiziert | 26   |
| Michail Aleksandrow | 200 m Freistil      | 1:52,12 min  | 31      | nicht qualifiziert | nicht qualifiziert | nicht qualifiziert | nicht qualifiziert | 31   |
| Michail Aleksandrow | 200 m Brust         | 2:17,19 min  | 28      | nicht qualifiziert | nicht qualifiziert | nicht qualifiziert | nicht qualifiziert | 28   |
| Michail Aleksandrow | 200 m Lagen         | 2:02,39 min  | 18      | nicht qualifiziert | nicht qualifiziert | nicht qualifiziert | nicht qualifiziert | 18   |
| Petar Stojtschew    | 400 m Freistil      | 3:59,86 min  | 32      | -                  | -                  | nicht qualifiziert | nicht qualifiziert | 32   |
| Petar Stojtschew    | 1500 m Freistil     | 15:28,32 min | 17      | -                  | -                  | nicht qualifiziert | nicht qualifiziert | 17   |

### Segeln

#### Windsurfen
| Athleten            | Rennen | Rennen | Rennen | Rennen | Rennen | Rennen | Rennen | Rennen | Rennen | Rennen | Rennen | Punkte | Rang |
| Athleten            | 1      | 2      | 3      | 4      | 5      | 6      | 7      | 8      | 9      | 10     | M*     | Punkte | Rang |
| ------------------- | ------ | ------ | ------ | ------ | ------ | ------ | ------ | ------ | ------ | ------ | ------ | ------ | ---- |
| Frauen              |        |        |        |        |        |        |        |        |        |        |        |        |      |
| Irina Konstantinowa | 33     | RNB    | 33     | 30     | 30     | 32     | 30     | 29     | 33     | 25     | 30     | 305    | 33   |
| Männer              |        |        |        |        |        |        |        |        |        |        |        |        |      |
| Wesselin Nanew      | 20     | RNB    | 8      | 20     | 13     | 10     | 16     | 18     | 17     | 16     | 14     | 152    | 19   |

M = Medaillenrennen
RNB = Rennen nicht beendet

### Synchronschwimmen
| Athletinnen                      | Wettbewerb | Qualifikation     | Qualifikation     | Qualifikation  | Qualifikation  | Qualifikation | Qualifikation | Finale             | Finale             | Finale             | Finale             |
| Athletinnen                      | Wettbewerb | Technische Kür TK | Technische Kür TK | Freie Kür FK-Q | Freie Kür FK-Q | Gesamt        | Gesamt        | Freie Kür FK-F     | Freie Kür FK-F     | Gesamt TK + FK-F   | Gesamt TK + FK-F   |
| Athletinnen                      | Wettbewerb | Punkte            | Rang              | Punkte         | Rang           | Punkte        | Rang          | Punkte             | Rang               | Punkte             | Rang               |
| -------------------------------- | ---------- | ----------------- | ----------------- | -------------- | -------------- | ------------- | ------------- | ------------------ | ------------------ | ------------------ | ------------------ |
| Frauen                           |            |                   |                   |                |                |               |               |                    |                    |                    |                    |
| Assja Anastassowa Bogdana Sarewa | Duett      | 41,583            | 20                | 41,834         | 20             | 83,417        | 20            | nicht qualifiziert | nicht qualifiziert | nicht qualifiziert | nicht qualifiziert |

### Tennis
| Athleten          | Wettbewerb | 1. Runde        | 1. Runde       | 2. Runde         | 2. Runde            | Achtelfinale       | Achtelfinale       | Viertelfinale      | Viertelfinale      | Halbfinale         | Halbfinale         | Finale             | Finale             | Rang |
| Athleten          | Wettbewerb | Gegner          | Ergebnis       | Gegner           | Ergebnis            | Gegner             | Ergebnis           | Gegner             | Ergebnis           | Gegner             | Ergebnis           | Gegner             | Ergebnis           | Rang |
| ----------------- | ---------- | --------------- | -------------- | ---------------- | ------------------- | ------------------ | ------------------ | ------------------ | ------------------ | ------------------ | ------------------ | ------------------ | ------------------ | ---- |
| Frauen            |            |                 |                |                  |                     |                    |                    |                    |                    |                    |                    |                    |                    |      |
| Magdalena Maleewa | Einzel     | Klára Koukalová | 2:0 (6:1, 6:4) | Eleni Daniilidou | 1:2 (6:2, 4:6, 4:6) | nicht qualifiziert | nicht qualifiziert | nicht qualifiziert | nicht qualifiziert | nicht qualifiziert | nicht qualifiziert | nicht qualifiziert | nicht qualifiziert | 17   |

### Turnen

#### Gerätturnen
| Athleten           | Wettbewerb    | Qualifikation | Qualifikation | Qualifikation | Qualifikation | Qualifikation | Qualifikation | Finale             | Finale             | Finale             | Finale             | Finale             | Finale |
| Athleten           | Wettbewerb    | Gerät         | Gerät         | Gerät         | Gerät         | Ergebnis      | Rang          | Gerät              | Gerät              | Gerät              | Gerät              | Ergebnis           | Rang   |
| Athleten           | Wettbewerb    | Sprung        | Stufenbarren  | Schwebebalken | Boden         | Ergebnis      | Rang          | Sprung             | Stufenbarren       | Schwebebalken      | Boden              | Ergebnis           | Rang   |
| ------------------ | ------------- | ------------- | ------------- | ------------- | ------------- | ------------- | ------------- | ------------------ | ------------------ | ------------------ | ------------------ | ------------------ | ------ |
| Frauen             |               |               |               |               |               |               |               |                    |                    |                    |                    |                    |        |
| Ewgenija Kusnezowa | Schwebebalken | -             | -             | 8,887         | -             | 8,887         | 46            | nicht qualifiziert | nicht qualifiziert | nicht qualifiziert | nicht qualifiziert | nicht qualifiziert | 46     |
| Ewgenija Kusnezowa | Stufenbarren  | -             | 8,150         | -             | -             | 8,150         | 81            | nicht qualifiziert | nicht qualifiziert | nicht qualifiziert | nicht qualifiziert | nicht qualifiziert | 81     |

| Athleten         | Wettbewerb       | Qualifikation | Qualifikation | Qualifikation | Qualifikation | Qualifikation | Qualifikation | Qualifikation | Qualifikation | Finale             | Finale             | Finale             | Finale             | Finale             | Finale             | Finale   | Finale |
| Athleten         | Wettbewerb       | Gerät         | Gerät         | Gerät         | Gerät         | Gerät         | Gerät         | Ergebnis      | Rang          | Gerät              | Gerät              | Gerät              | Gerät              | Gerät              | Gerät              | Ergebnis | Rang   |
| Athleten         | Wettbewerb       | Boden         | Pauschenpferd | Ringe         | Sprung        | Barren        | Reck          | Ergebnis      | Rang          | Boden              | Pauschenpferd      | Ringe              | Sprung             | Barren             | Reck               | Ergebnis | Rang   |
| ---------------- | ---------------- | ------------- | ------------- | ------------- | ------------- | ------------- | ------------- | ------------- | ------------- | ------------------ | ------------------ | ------------------ | ------------------ | ------------------ | ------------------ | -------- | ------ |
| Männer           |                  |               |               |               |               |               |               |               |               |                    |                    |                    |                    |                    |                    |          |        |
| Filip Janew      | Mehrkampf Einzel | 9,012         | 8,300         | 8,137         | 9,625         | 8,375         | 9,137         | 52,586        | 46            | nicht qualifiziert | nicht qualifiziert | nicht qualifiziert | nicht qualifiziert | nicht qualifiziert | nicht qualifiziert | 52.586   | 46     |
| Filip Janew      | Sprung           | -             | -             | -             | 9,625         | -             | -             | 9,625         | 13            | -                  | -                  | -                  | 9,581              | -                  | -                  | 9,581    | 5      |
| Jordan Jowtschew | Boden            | 9,700         | -             | -             | -             | -             | -             | 9,700         | 9             | 9,775              | -                  | -                  | -                  | -                  | -                  | 9,775    | Bronze |
| Jordan Jowtschew | Ringe            | -             | -             | 9,812         | -             | -             | -             | 9,812         | 2             | -                  | -                  | 9,850              |                    |                    |                    | 9,850    | Silber |

#### Rhythmische Sportgymnastik

##### Einzel
| Athletinnen        | Qualifikation | Qualifikation | Qualifikation | Qualifikation | Qualifikation | Qualifikation | Finale             | Finale             | Finale             | Finale             | Finale             | Finale |
| Athletinnen        | Reifen        | Ball          | Keulen        | Band          | Ergebnis      | Rang          | Reifen             | Ball               | Keulen             | Band               | Ergebnis           | Rang   |
| ------------------ | ------------- | ------------- | ------------- | ------------- | ------------- | ------------- | ------------------ | ------------------ | ------------------ | ------------------ | ------------------ | ------ |
| Elisabet Paissiewa | 24,975        | 21.975        | 23.850        | 23.975        | 94.775        | 12            | nicht qualifiziert | nicht qualifiziert | nicht qualifiziert | nicht qualifiziert | nicht qualifiziert | 12     |
| Simona Pejtschewa  | 25,475        | 24,800        | 24,700        | 23,725        | 98,700        | 7             | 25,375             | 25,675             | 25,600             | 24,400             | 101,050            | 6      |

##### Team
| Athletinnen                                                                                                   | Qualifikation | Qualifikation    | Qualifikation | Qualifikation | Finale   | Finale           | Finale   | Finale |
| Athletinnen                                                                                                   | 5 Bänder      | 3 Reifen 2 Bälle | Ergebnis      | Rang          | 5 Bänder | 3 Reifen 2 Bälle | Ergebnis | Rang   |
| --- | ------------- | ---------------- | ------------- | ------------- | -------- | ---------------- | -------- | ------ |
| Schaneta Iliewa Eleonora Keschowa Sorniza Marinowa Kristina Rangelowa Galina Tantschewa Wladislawa Tantschewa | 22,300        | 24,600           | 46,900        | 3             | 23,400   | 25,200           | 48,600   | Bronze |